# دهستان اقبال شرقی
دهستان رشتیجان دهستانی در بخش شمالی در شهرستان آبیک و در استان قزوین است. در سال ۲۰۰۶ این دهستان ۱۳۱۵۹ نفر در ۳۴۸۶ خانواده جمعیت داشته است. دهستان رشتیجان  دارای ۱۶ روستا و پنج بخش می‌باشد و رشتقون با دارا بودن جمعیت بالای پنج هزار و ششصد نوزده نفر مرکز این دهستان است

## روستاها
رزجرد
رشتقون
شینقر
کورانه
عبدل آباد
دستجرد علیا
حمید آباد
آشنستان
امام زاده اباذر
میان بر
ارنجک